# Sycoecus ivoryensis
Sycoecus ivoryensis är en stekelart som beskrevs av Van Noort 1993. Sycoecus ivoryensis ingår i släktet Sycoecus och familjen fikonsteklar.
Artens utbredningsområde är Elfenbenskusten. Inga underarter finns listade i Catalogue of Life.